# Henriette-Félicité Tassaert
Henriette-Félicité Tassaert (* 4. Mai 1766 in Paris; † 8. Juni 1818 in Berlin) war eine deutsch-französische Pastell-Malerin und Schabkünstlerin.

## Leben
Henriette-Félicité war die Tochter des flämischen Bildhauer Jean-Pierre-Antoine Tassaert (1727–1788) und seiner Frau, der Miniaturmalerin Marie-Edmée Moreau (1736–1791). Sie war die jüngere Schwester von Jean-Joseph-François Tassaert (1765–1835) und die Tante von Nicolas François Octave Tassaert (1800–1874).
Henriette-Félicité bekam zunächst Unterricht bei ihrem Vater, der 1775 durch König Friedrich II. von Preußen von Paris nach Berlin berufen worden war. Später studierte sie unter dem Maler Johann Christoph Frisch, dem Kupferstecher Daniel Nikolaus Chodowiecki und dem Maler Anton Graff. Sie war zudem eine Lehrerin von Louise Henry. 1792 heiratete sie den französischen Anwalt, Louis Robert, weshalb sie auch unter dem Pseudonym „Madame Robert“ bekannt war.

## Ehrungen
- 1810 Mitglied der Königlich Preußischen Akademie der Künste zu Berlin

## Galerie

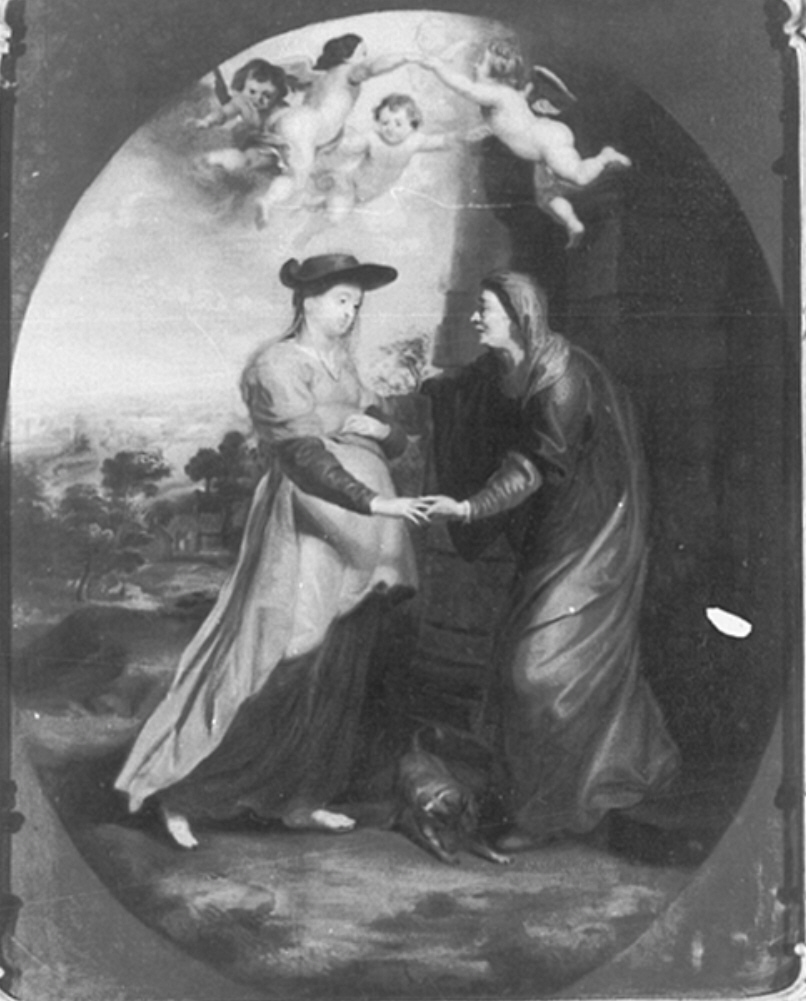
Marias Besuch bei Elisabeth
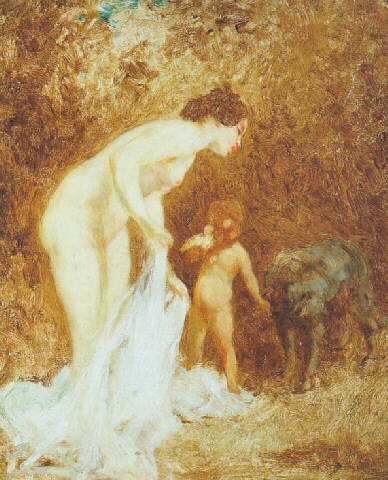
Galatée et le fils de Polyphème
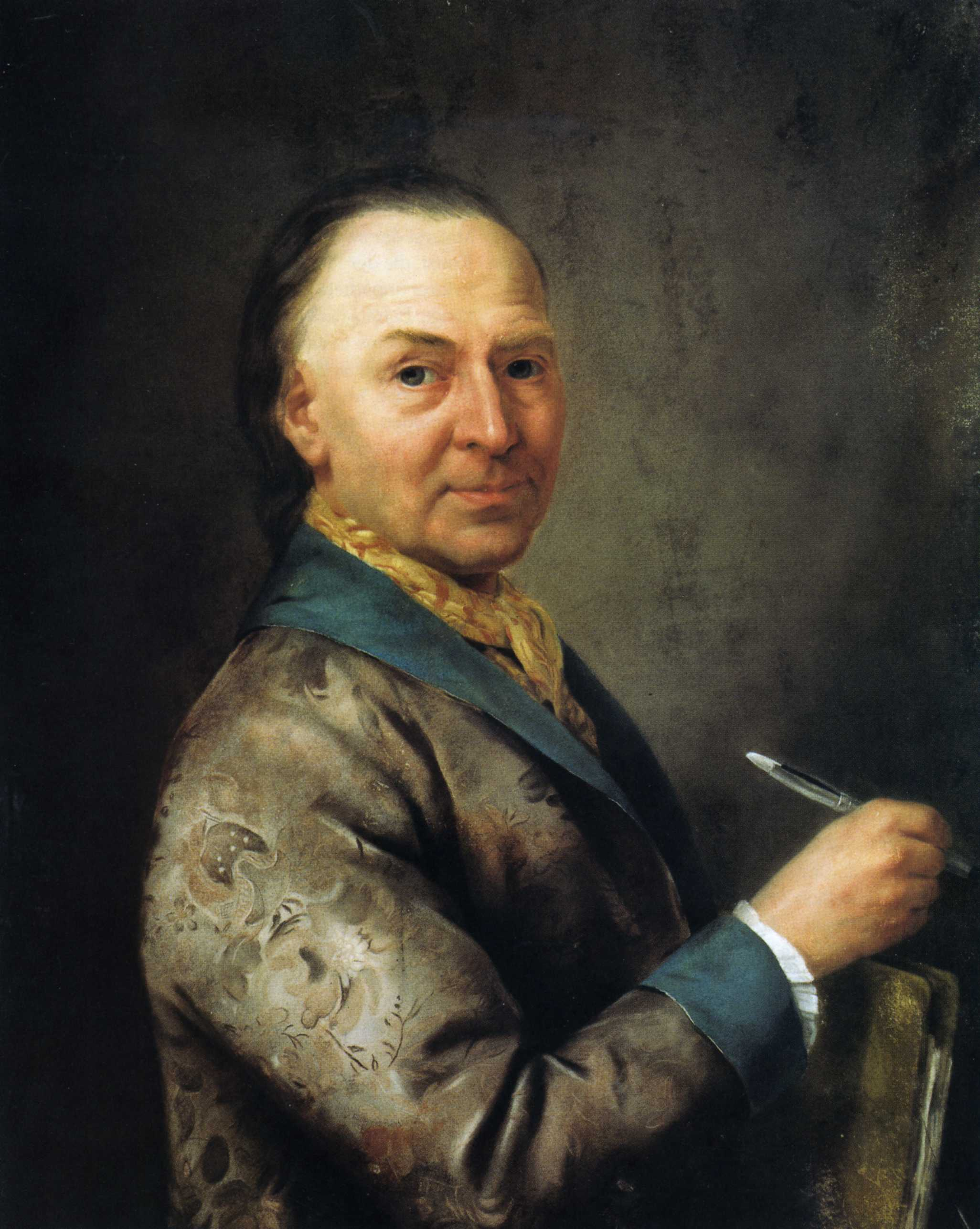
Bildnis des Christian Bernhardt Rode (1725–1797)
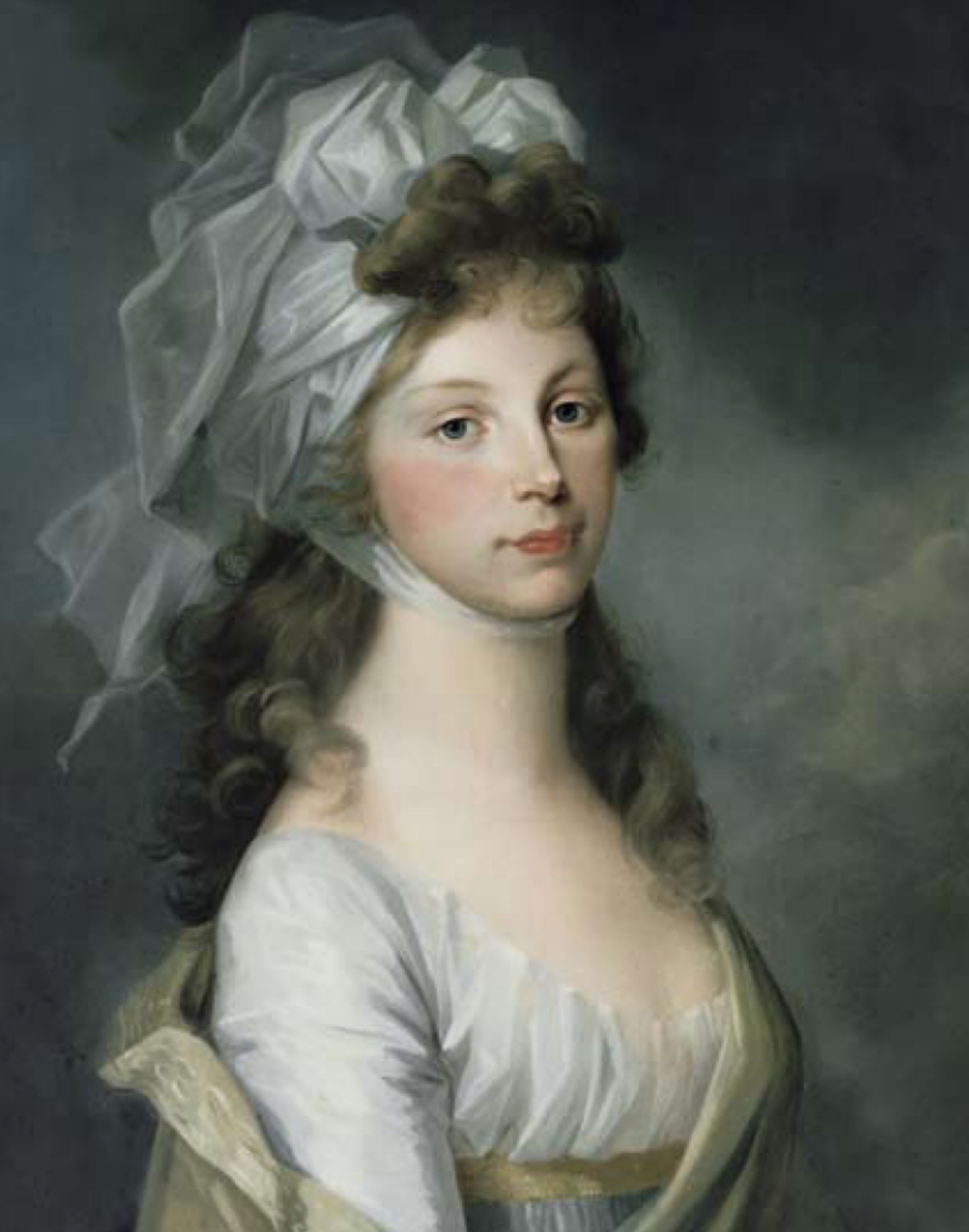
Luise von Mecklenburg-Strelitz (1776–1810)
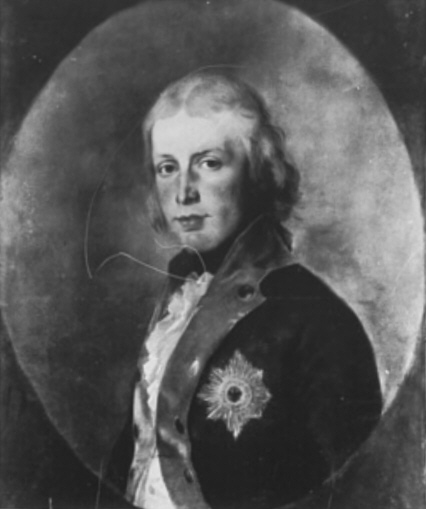
Friedrich Wilhelm III. von Preußen als Kronprinz